# Programa Olá Mundo

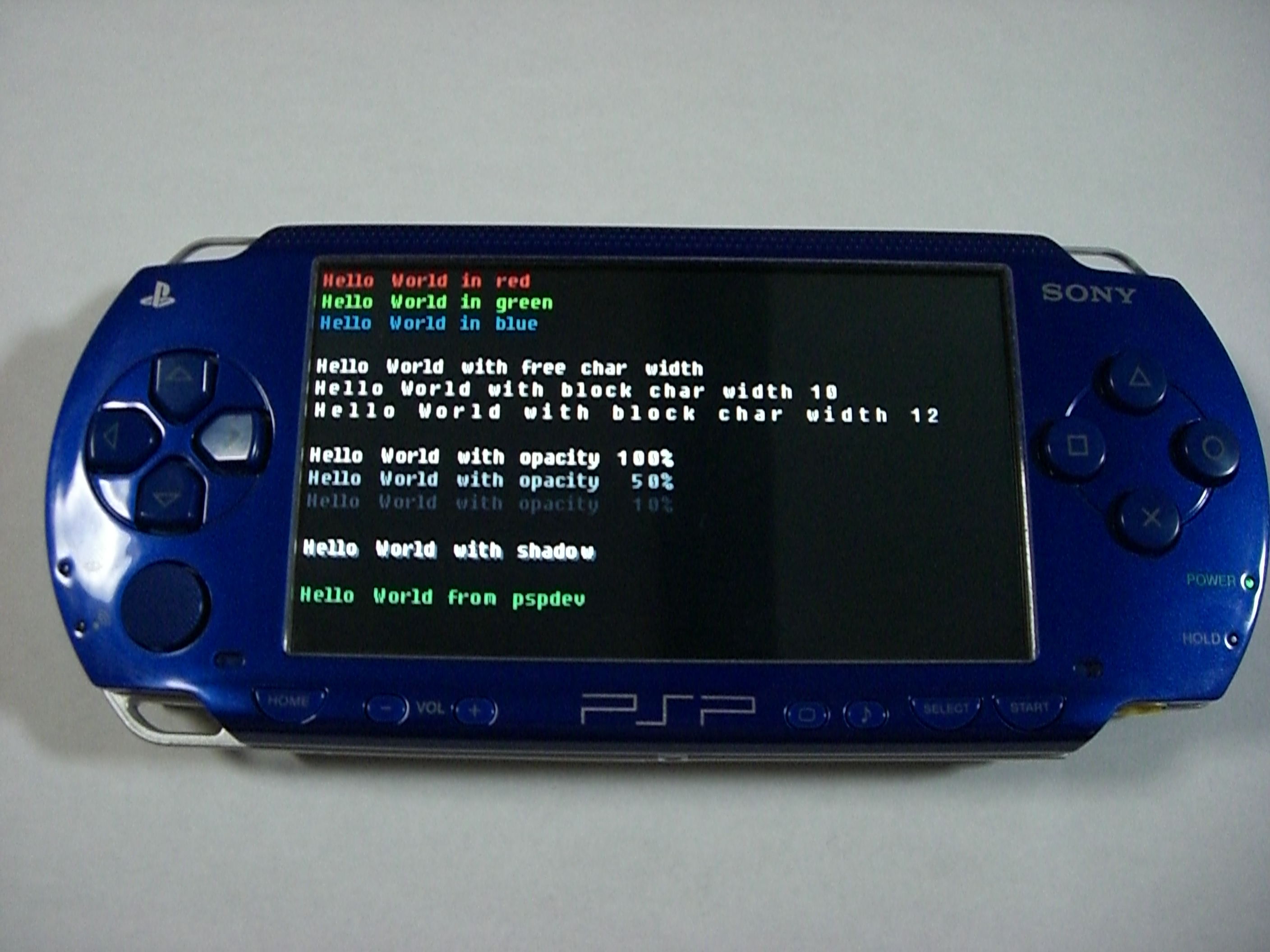
Programa Olá Mundo sendo executado em um PSP, uma forma de homebrew.

O "Olá Mundo" ou "Alô Mundo" é um famoso programa de computador que imprime "Olá, Mundo!" (ou "Hello, World!"), usualmente seguido de uma quebra de linha, com algumas variações como inexistência do ponto de exclamação e letras em minúscula, no dispositivo de saída. É utilizado como um teste ou como um exemplo de código minimalista de uma linguagem de programação. Um programa de propósito semelhante é o algoritmo de Trabb Pardo-Knuth.
O primeiro programa Olá Mundo de que se tem conhecimento foi implementado na linguagem B, para o livro A Tutorial Introduction to the Language B:
```
main
(
 
)
 
{

 
extrn
 
a,
 
b,
 
c
;

 
putchar
(
a
)
;
 
putchar
(
b
)
;
 
putchar
(
c
)
;
 
putchar
(
'!*n'
)
;

}

a
 
'hell'
;

b
 
'o, w'
;

c
 
'orld'
;

```